# کریستابله بورگ

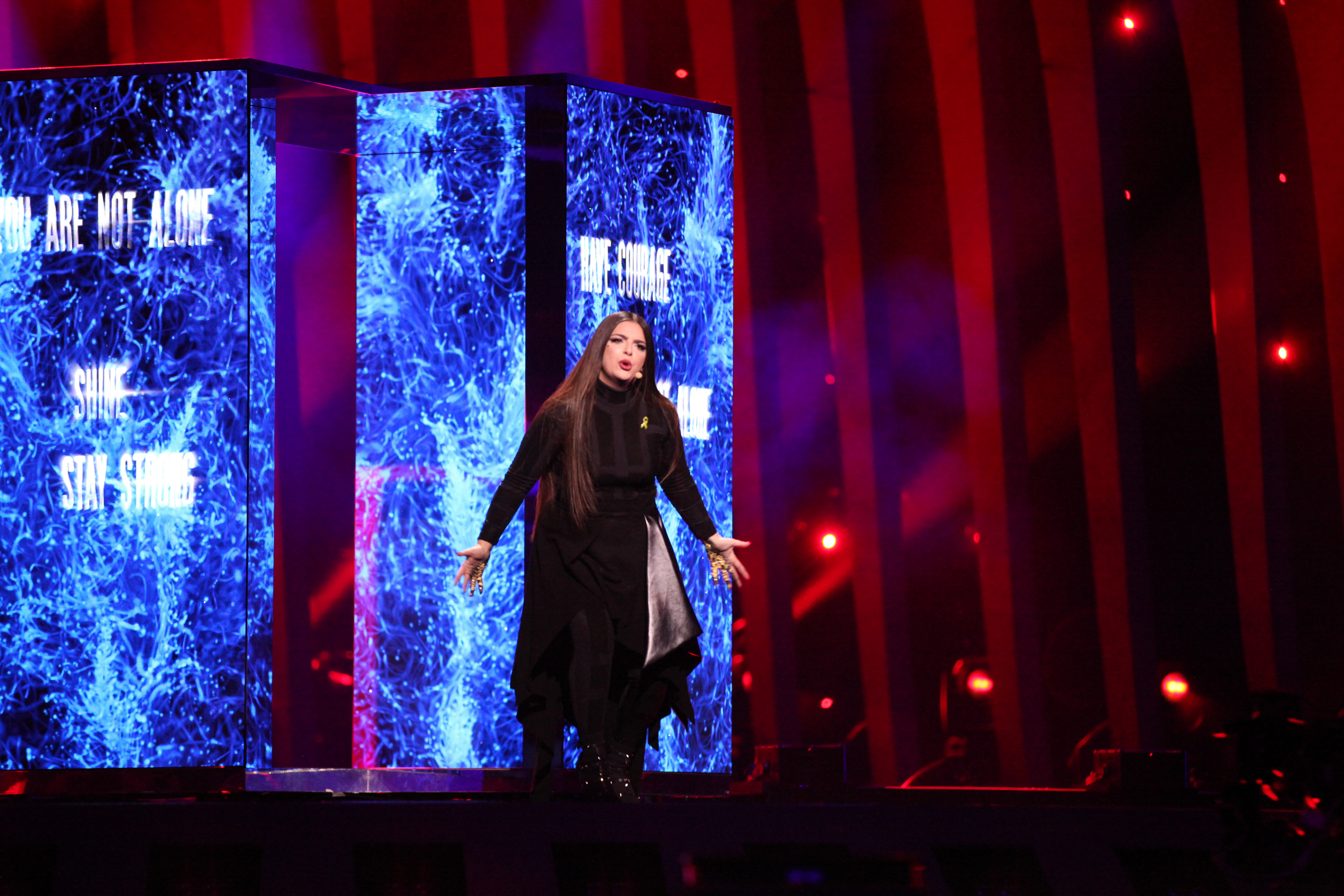
کریستابله بورگ در مسابقه آواز یوروویژن ۲۰۱۸

کریستابله بورگ (به انگلیسی: Christabelle Borg) (زاده ۲۸ آوریل ۱۹۹۲) خواننده، ترانه‌سرا مالتی است.
او  نماینده مالت در یوروویژن ۲۰۱۸  بود.